# Armine Tumanyan
Armine Tumanyan (Erevan, 12 luglio 1975) è un'artista armena.

## Biografia
Armine Tumanyan è nata nel 1975 a Erevan. Si è laureata in Belle Arti presso il Dipartimento di Belle Arti dell'Università Pedagogica Statale Armena. Ha studiato Fashion Design e Design presso l'Accademia Statale di Belle Arti d'Armenia (MA). Nel 2016 ha fondato la piattaforma "ArtAm Gallery" all'aeroporto di Zvartnots, dove presenta le opere realizzate da artisti armeni contemporanei attraverso mostre. I temi principali delle opere di Armine Tumanyan sono l'uomo in armonia con la natura, le origini e il presente dell'Armenia, la riproduzione del mondo interiore delle donne e il loro stato mentale. È un membro dell'Unione degli artisti d'Armenia, capo della filiale di Tavush, direttrice della Fondazione del Risveglio Spirituale di Tavush.

## Mostre
Come artista
Ha partecipato a mostre collettive in Canada (2012), Israele (2013), Taiwan (2015), Israele (2015).
Ha partecipato a simposi di pittura in Serbia e Israele. In Israele è stata la rappresentante del Festival Internazionale delle Arti e dei Mestieri.
- "Il Tuo Nome è Donna", 2019, Istituto d'arte Naregatsi, Erevan e Shushi.[3][4]
- "Il mondo delle donne è molto profondo e vario, incomprensibile per molti. Oggi ho presentato le immagini di otto donne di diverse nazionalità e l'immagine della donna più importante - Vergine Maria, che è la fonte della mia ispirazione. Queste opere esprimono con tutta sincerità la mia essenza - l'amore, le emozioni, la fede", disse Armine Tumanyan.
- "Miti Armeni", 2018, Sala Espositiva Art-Aquarium dell'Università Russo-Armena[5]
- Mostra delle 5 Donne Artisti all'Ufficio delle Nazioni Unite a Erevan, 2018[6]
- Viaggiatore Eterno, Il Museo di Storia di Erevan, 2017[7]

Come curatrice
- Mostra dedicata a 4 generi diversi, Converse Bank
- Concorso di pittura "Karas Art. Creatività su Botti"[8]
- "Arte, Vino e Tango", 14 floor Hotel, Erevan
- Mostra dedicata a 10 pittori armeni nella Galleria Nazionale di Kiev, 2017
- Simposio internazionale di pittura "Tavush Attraverso gli Occhi del Mondo", 2019 (hanno partecipato 23 artisti di 17 paesi e 7 artisti dell'Armenia)

## Premi
- Diplomi dei vari simposi internazionali d'arte organizzati in Serbia, Lituania, Moldavia e Corea del Sud

## Famiglia
- È sposata con Hayk Chobanyan. Hanno una figlia femmina e un figlio maschio.